# Niccolò Ardinghelli
Niccolò Ardinghelli (Firenze, 17 marzo 1503 – Roma, 22 agosto 1547) è stato un cardinale italiano.

## Biografia
Figlio di Pietro, della nobile famiglia Ardinghelli, e di Alessandra Segni, nacque a Firenze nel 1503; era fratello di Lodovico, poi divenuto vescovo. Era bene istruito nel diritto, nella poesia, e nelle lettere italiane, in latino e greco. Era molto apprezzato e vicino sia a papa Paolo III, di cui divenne segretario sin dal 1540, che al cardinal nipote.
Nel 1525 gli fu affidato il canonicato di Firenze e tra gennaio 1538 e il luglio 1539 fu inviato nella Marca come vicelegato. Fu ordinato vescovo di Fossombrone nel 1541; nello stesso anno fu inviato alla corte di Francesco I in qualità di nunzio straordinario con la missione di conciliare la pace fra lui e Carlo V. Fu nominato cardinale col concistoro del 19 dicembre 1544 con il titolo di Sant'Apollinare.
Morì il 22 agosto 1547 e fu sepolto nella chiesa di Santa Maria sopra Minerva a Roma, dove si legge un onorevole epitaffio scritto da suo nipote Alessandro Ruspoli, figlio di Bartolomeo e Maria Ardinghelli.